# 林仔內三山國王廟
22°40′14″N 120°28′38″E / 22.670471°N 120.477201°E
林仔內三山國王廟，又名三山古廟，是位於臺灣屏東縣屏東市林仔內的三山國王廟，為河婆客家人所建，具有不同於臺灣其他三山國王廟的習俗。

## 沿革

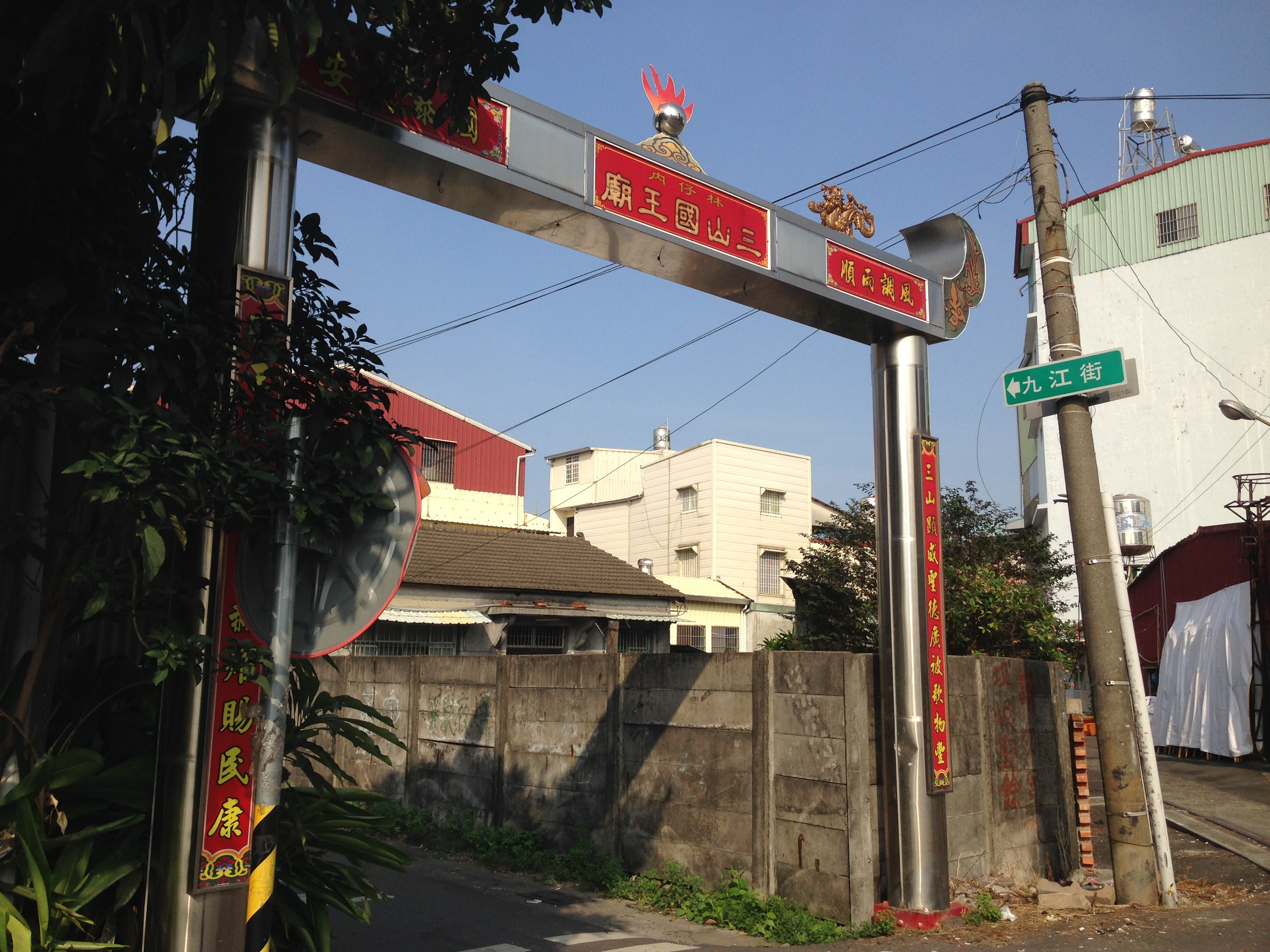
牌枋

1948年，廣東省揭陽縣河婆鎮的韓豪光攜帶霖田祖廟香火袋到屏東市。後來，河婆客家人發起塑造神明像，恭奉於當地的蔡興清家中。1962年建造簡易廟宇，提供來臺的屏東與竹東親鄉膜拜。1971年，韓妙會集資購買廟坪。1986年廟宇受損不堪使用，由韓豪光三兒子韓秋近與全體委員、全臺的河婆客家人、地方熱心人士於1987年重建，於1988年農曆十二月廿九完工，定名為「三山古廟」。
約2003到2004年之間，廟方向內政部立案，登記負責人為韓秋近，登記名稱為「林仔內三山國王廟」，廟址為屏東市永光里衡陽街43-4號。也有閩南人共管，如擔任副主委的永光里長鄭元興。委員們一致表示，不希望三山古廟被視為「客家廟」，以讓其他族群的信眾親近。

## 祭祀

### 神明
主要供奉三山國王，以及指揮大使、木坑公王這兩位陪祀神，跟臺灣其他的三山國王廟不同。農曆二月廿五，三山國王聖誕，河婆人在是日於廟內選出爐主與頭家，各輪值一個月敬香奉茶。

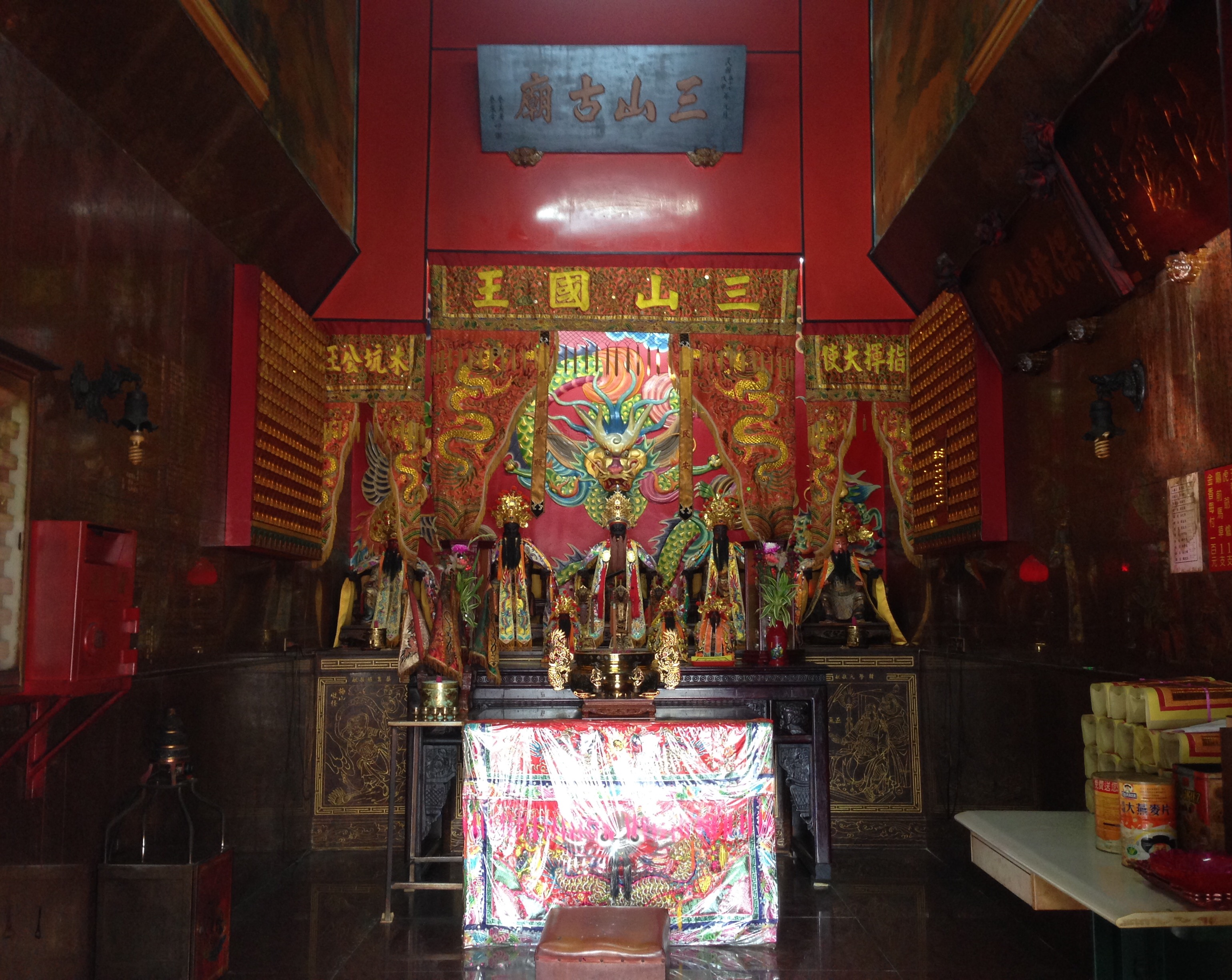
廟內

### 攑老爺、竹竿炮
元宵時節，廟方恭迎三山國王與指揮大使、木坑公王，舉辦遵循1949年前以鞭炮轟炸來迎神的活動。此類活動與台東市炸寒單爺相當類似，也是全臺灣僅存的竹篙炮活動。
在此時節前，信眾準備全新的竹竿製作竹篙炮，作法是在上面纏繞鞭炮並且引線在下，竿尾綁有寫著贊助者姓名以及恭迎三山國王聖駕的紅色三角旗。其準備支數無規定，但家中前一年有添丁就會準備。
攑老爺為迎接三山國王之意。元宵節活動當日，手持竹竿者的炮手先洗澡淨身，再抬著指揮大使、木坑公王的神轎在煙火交織成的炮陣來回穿梭陣，稱為「沖炮」，形同過火，在原鄉被視為一項成年禮。但不會對三山國王沖炮。更傳統的作法還會在廣場、或道路燃燒稻草堆。神明繞境經過信眾時，他們也一起燃放竹篙炮，支數愈多，燃後愈久，神像就可以停越久。
繞境回駕時，廟埕前再放十支竹篙炮作結束。走在前面的指揮大使與木坑公王先停於廟埕兩側，迎接三山國王神轎，待其放妥後，兩位指揮大使、木坑公王的神轎才放下，此時信眾會觸摸兩位陪祀神像的頭臉，再將摸自己頭臉，以討吉利、求平安。管委會整理三山國王的儀容，先請進廟裡安座，再以茉草水整理兩位陪祀神上的炮灰，更換新衣服後再安座。
信眾會將被鞭炮炸過的竹竿，掛在門楣上避邪；或當成曬衣竿，以作保平安。

## 外部連結
- 林仔內三山國王廟的Facebook專頁